# Wirtsspezard
Wirtsspezard ist ein Wohnplatz in Oberodenthal in der Gemeinde Odenthal im Rheinisch-Bergischen Kreis.

## Etymologie
Der Name Spezard wird nach Deutung des örtlichen Verschönerungs- und Kulturvereins abgeleitet aus einer Kombination aus Specht und Hardt, mithin Spechtwald.

## Lage und Beschreibung
Die Ortschaft liegt südlich von Scheuren.

## Geschichte
Die Topographia Ducatus Montani des Erich Philipp Ploennies, Blatt Amt Miselohe, belegt, dass der Wohnplatz 1715 als drei Höfe kategorisiert wurde und mit Spezet bezeichnet wurde.
Carl Friedrich von Wiebeking benennt die Hofschaft auf seiner Charte des Herzogthums Berg 1789 als Spezgart. Aus ihr geht hervor, dass Wirtsspezard zu dieser Zeit Teil von Oberodenthal in der Herrschaft Odenthal war.
Unter der französischen Verwaltung zwischen 1806 und 1813 wurde die Herrschaft aufgelöst und Wirtsspezard wurde politisch der Mairie Odenthal im Kanton Bensberg zugeordnet. 1816 wandelten die Preußen die Mairie zur Bürgermeisterei Odenthal im Kreis Mülheim am Rhein.
Ab der Preußischen Neuaufnahme von 1892 ist er auf Messtischblättern regelmäßig als Wirthsspezard, Unterspezard oder ohne Namen verzeichnet.
| Jahr | Einwohner | Wohn- gebäude | Kategorie  | Bemerkung             |
| ---- | --------- | ------------- | ---------- | --------------------- |
| 1822 | 24        |               | Ackergüter | genannt Spezard       |
| 1830 | 29        |               | Ackergut   | genannt Spezard       |
| 1845 | 41        | 7             | Ackergüter | genannt Spezard       |
| 1871 | 32        | 6             | Hofstelle  |                       |
| 1885 | 28        | 6             | Wohnplatz  | genannt Wirthsspezard |
| 1895 | 43        | 6             | Wohnplatz  | genannt Wirthsspezard |
| 1905 | 40        | 5             | Wohnplatz  | genannt Wirthsspezard |